# District de Krasnoïe Selo
Le district de Krasnoïe Selo (en russe : Красносельский район Krasnosselski raïon) est l'un des 18 raïons administratifs du grand Saint-Pétersbourg. Il doit son nom à la ville de Krasnoïe Selo. Il est traversé par le canal Duderhof.